# Guterloven
Guterloven (svensk Gutalagen) er den middelalderlige gotlandske landskabslov. Lovbogen indeholder også Gutersagaen, Gotlands landskabskrønike. Guterloven var formelt gældende på øen indtil 1595, men blev anvendt indtil 1645 - året, hvor Gotland overgik fra dansk til svensk styre. Der kan også spores indflydelse fra dansk lovgivning. Guterlovens afsnit handler om blandet andet udvisning af børn, tiende, blot, præstenes status, helligdage og straf for forbrydelser.
Guterloven findes i to håndskrifter. Det første håndskrift (Kodeks A) dateres til midten af 1300-tallet og kan bruges som hovedkilde til kendskabet af det oldgutniske sprog. Det andet håndskrift dateres til 1587. Skriveren var den dansk-gotlandske præst David Bilefeld, som virkede i Barlingbo Sogn i det nordlige Gotland, som dengang endnu var dansk. Skriveren påstod, at han kopierede teksten fra et eksemplar, der blev skrevet i 1470, som er sidenhen gået tabt. Kodeks B viser dansk indflydelse i den gutniske tekst, men indeholder også ældre former, som ikke findes i kodeks A. Mens Kodeks A er opbevaret i Kungliga Biblioteket i Stockholm, ejes Kodeks B af den Arnamagnæanske Samling i København.